# 希臘法第3037號
希臘政府於2002年7月通過了「希臘法第3037/2002號」（Greek Law Number 3037），這是一條備受指責和爭議的法案。法案原意是要規範和對抗希臘國內的非法賭博，但是卻完全查禁了所有電子遊戲，包含那些在家中電腦上執行的電子遊戲，持有遊戲機的旅行者也無法進入希臘，因為法律禁止使用或攜帶任何電子遊戲。一旦違法，將被罰款5,000-7,000歐元和處以一年以下的有期徒刑。
法律的草案被送出，是由於一位希臘社會民主黨的議員被拍攝到出入非法賭博場所，加上新聞媒體記者的過度渲染，引起希臘民眾的嚴重譴責和撻罰，最後在2002年7月30日通過了本法案。
法案讓許多經營網路咖啡廳的民眾感到困擾，因為他們就無法再讓顧客在店內遊玩网络国际象棋或其他遊戲，生意大受影響。萨洛尼卡當地的一處法庭便宣佈該法案違反憲法。有超過300人以上的群眾聚在法庭外聲援網咖老闆。
法案目前暫時被擱置，並且被視作違反憲法；因此法案失效不再有強制力。